# Herberts Dāboliņš
Kārlis Herberts Dāboliņš (* 21. August 1908 in Allažu pagasts, Russisches Kaiserreich; † 8. November 2000 in New York City, Vereinigte Staaten) war ein lettischer Skilangläufer.
Dāboliņš, der für den ASK Rīga startete, belegte bei den Olympischen Winterspielen 1936 in Garmisch-Partenkirchen den 58. Platz über 18 km und zusammen mit Pauls Kaņeps, Edgars Gruzītis und Alberts Riekstiņš den 13. Rang in der Staffel und im Februar 1938 bei den Nordischen Skiweltmeisterschaften in Lahti den 182. Platz über 18 km und den 11. Rang mit der Staffel. Im selben Jahr wurde er lettischer Meister.